# Wivenhoe
Koordinaten: 51° 52′ N, 0° 58′ O

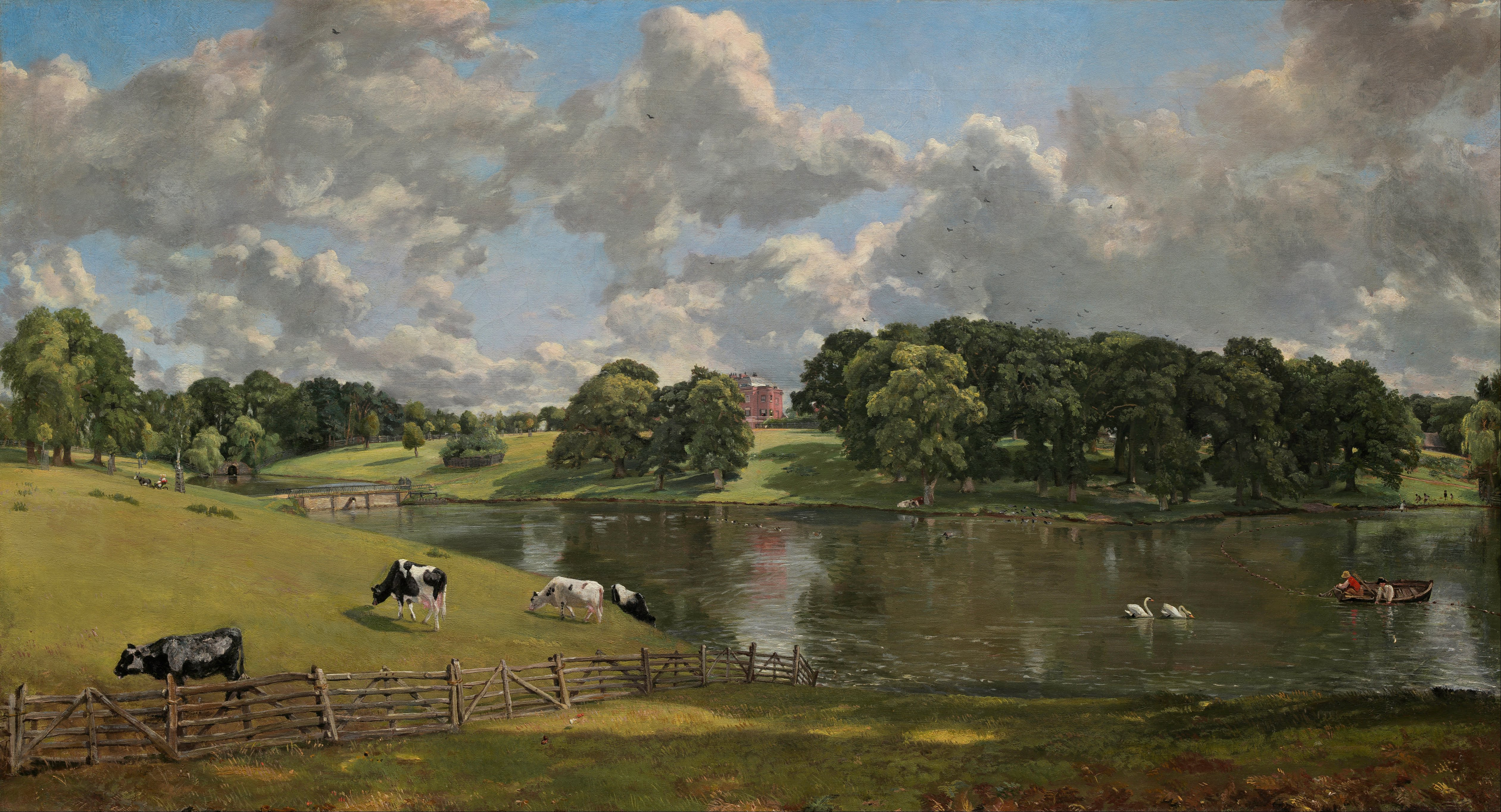
Wivenhoe Park, John Constable, 1816.

Wivenhoe ist eine kleine Ortschaft in der englischen Grafschaft Essex und liegt im Randgebiet der Stadt Colchester. In Wivenhoe wohnen etliche Studenten der Universität Essex, auch finden sich etliche Pubs. Es existiert eine saisonal betriebene Fährverbindung über den Fluss Colne nach Fingringhoe und Rowhedge. 2003 hatte Wivenhoe 9000 Einwohner. Historisch zentriert sich das Ortsgeschehen um Fischfang, Schiffe und Schmuggeln.
Wivenhoe Park ist nun Teil der Universität Essex, zuvor war das über mehrere Jahrhunderte Heimat der Familie Rebow, Nachfahren flämischer Weber aus Colchester.

## Berühmte Einwohner
Wivenhoe ist die Heimat des Künstlers Martin Newell, der jedes Jahr der Hauptstar der May fair auf dem Spielfeld König George des VI. ist. Auch ist Wivenhoe die Heimat der BAFTA-nominierten Schauspielerin Joan Hickson, die Miss Marple in den BBC-Adaptationen von Agatha Christies Romanen verkörpert.
Schauspielmanager Sir John Martin-Harvey wurde 1863 in Wivenhoe geboren. Ihm zu Ehren wurde eine Blue Plaque am Kaihaus, einem seiner Kindshäuser, angebracht. Er war Sohn des Schiffbauers John Harvey und Enkel Thomas Harveys, Erbauer des Schiffs Volante, das am ersten America’s Cup 1851 teilnahm.
Während der ersten Hälfte des 19. Jahrhunderts war die Wivenhoe Hall die Heimat von William Brummell, Bruder des berühmteren Beau Brummell.